# Вівсянчик сірий
Вівся́нчик сірий (Geospizopsis unicolor) — вид горобцеподібних птахів родини саякових (Thraupidae). Мешкає в Андах.

## Опис
Довжина птаха становить 15 см. Виду притаманний статевий диморфізм. Самці мають переважно темно-сіре забарвлення, нижня частина тіла у них світліша. Гузка білувата, крила і хвіст чорнуваті. Дзьоб і лапи темно-сірі. У самиць, представників північних підвидів, верхня частина тіла бура, нижня частина тіла білувата, тіла поцятковане широкими коричневими смужками, на крилах білуваті смужки. У самиць, представників південних підвидів, забарвлення подібне до забарвлення самців, переважно сіре, тім'я і спина у них поцятковані темно-коричневими смужками. Забарвлення молодих птахів подібне до забарвлення самиць.

## Підвиди
Виділяють сім підвидів:
- G. u. nivaria (Bangs, 1899) — Сьєрра-Невада-де-Санта-Марта (північна Колумбія) і Кордильєра-де-Мерида (західна Венесуела);
- G. u. geospizopsis (Bonaparte, 1853) — Анди в центральній і південній Колумбії, Еквадорі і північному Перу;
- G. u. inca (Zimmer, JT, 1929) — Анди в Перу та на заході Болівії (Ла-Пас);
- G. u. unicolor (d'Orbigny & Lafresnaye, 1837) — Анди в Чилі (від Аріки до Магальянеса) і західній Аргентині (від Мендоси до Санта-Круса);
- G. u. tucumana (Chapman, 1925) — Анди в Болівії (на південь від Кочабамби) та на північному заході Аргентини (від Жужуя до Ла-Ріохи);
- G. u. cyanea (Nores & Yzurieta, 1983) — гори Вогняної Землі;
- G. u. ultima (Ripley, 1950) — Сьєррас-де-Кордова[en] (центральна Аргентина).

## Поширення і екологія
Сірі вівсянчики мешкають у Венесуелі, Колумбії, Еквадорі, Перу, Болівії, Чилі і Аргентині. Вони живуть на високогірних луках та у високогірних чагарникових заростях Анд. Зустрічаються невеликими зграйками, на висоті від 3000 до 4500 м над рівнем моря. Іноді приєднуються до змішаних зграй птахів. Живляться переважно насінням, а також комахами. Початок сезону розмноження залежить від широти. Сірі вівсянчики гніздяться серед скель, в кладці 2-3 світлих блакитнувато-зелених яйця, поцяткованих пурпурово-коричневими плямками, розміром 20×15 мм.